# Бреневский сельсовет
Бреневский сельсовет — упразднённая административно-территориальная единица, существовавшая на территории Московской губернии и Московской области до 1954 года.
Бреневский сельсовет был образован в первые годы советской власти. По данным 1921 года он входил в состав Ошейкинской волости Волоколамского уезда Московской губернии.
По данным 1926 года в состав сельсовета входил 1 населённый пункт — Бренево, а также 1 хутор.
В 1929 году Бреневский с/с был отнесён к Лотошинскому району Московского округа Московской области. При этом к нему был присоединён Плаксинский с/с.
17 июля 1939 года к Бреневскому с/с был присоединён Чекчинский сельсовет.
14 июня 1954 года Бреневский с/с был упразднён, а его территория передана в Узоровский сельсовет.